# Фамилия
Фами́лия (лат. familia «семейство») — наследственное родовое имя, указывающее на принадлежность человека к одному роду, ведущему начало от общего предка, или в более узком понимании — к одной семье.
Аптро́ним — фамилия человека, характеризующая его образ жизни, профессию.

## Происхождение слова
Слово «фамилия» — латинского происхождения. В Римской империи оно первоначально обозначало совокупность рабов, принадлежащих одному хозяину. Затем — общность, состоявшую из семьи хозяев и их рабов. И далее общность, состоящую из главы семейства, его кровных родственников, а также некровных (невестки, зятья).
Похожий смысл, это слово позже имело достаточно долго в Европе и в России. Известны факты, когда даже в XIX веке крепостные крестьяне получали фамилию от своего господина.
Только к XIX веку слово «фамилия» в русском языке приобрело своё второе значение, ставшее сегодня официальным и основным: «наследственное семейное именование, прибавляемое к личному имени».

## Структура фамилии
Фамилия состоит, прежде всего, из корневой основы (имеющей или имевшей в прошлом какое-либо лексическое значение), но также может включать в себя приставки, суффиксы и окончания.

### Основа
Основа фамилии часто происходит от личного имени или же прозвища, несущего то или иное лексическое значение.

### Мужские и женские фамилии
В русском языке и некоторых других славянских языках, а также в литовском и латышском, женские фамилии, как правило, отличаются по форме от мужских — в силу морфологических особенностей языка.
В некоторых языках, например в литовском, фамилии имеют различные формы для мужчин, замужних и незамужних женщин.
В исландском языке фамилий не существует вообще, используемые в качестве фамилий отчества образуются по-разному для мужчин и женщин: «-sson» означает сын, «-dottir» означает дочь.

## Возникновение фамилий
Возникновение фамилий в современном понимании произошло поздно, и было связано, очевидно, с расширяющимися экономическими связями и необходимостью регулирования института наследования. Впервые они появились в экономически развитых областях Северной Италии в X—XI вв.
В дальнейшем процесс активного становления фамилий начался и на юго-востоке Франции, в Пьемонте и постепенно охватил всю Францию. В Англии процесс становления фамилий начался после её завоевания норманнами в 1066 году и закончился к XV веку, хотя в Уэльсе и Шотландии формирование фамилий шло и в XVIII веке. Похожая ситуация сложилась и на территории Германии, где формирование фамилий немецких крестьян шло ещё и в XIX веке. На рубеже XV—XVI вв. фамилии достигли Дании. В 1526 году король приказал всем датским дворянам обзавестись фамилиями. Из Дании и Германии фамилии перешли к шведам.

Введение у какого-нибудь народа фамильных или родовых прозваний свидетельствует прежде всего о водворении среди него гражданственности. Это один из наиболее заметных ее признаков. В простом, несложном быту не встречается необходимости в таком способе определения каждой личности по его роду. Там довольствуются только прозванием, кому-либо лично присвоенным, без наследственного перехода родового прозвища. В той среде, где нет у человека особых наследственных прав, гражданских или имущественных, он может прожить весь свой век под одним лишь личным своим именем или особым прозванием. При совершенно простой бытовой обстановке, где не существует вовсе наследственно-сословных разделений, человеку не предстоит никакой надобности знать не только имена своих предков, но даже и имя своего отца, потому что этим не обусловливаются ни общественное его положение, ни его имущественные права.
— Е. Карнович «Родовые прозвания в России»

### Возникновение фамилий в России
Сначала на Руси были только имена, как например: Федор, Рыжий, Владимир. Фамилии-прозвища бытовали в новгородских владениях с XIII—XIV веков, но долгое время не были общеупотребительными. Обязательные фамилии были введены законом лишь в XVI веке сначала для князей и бояр, затем для дворян и именитых купцов. Среди крестьянства фамилии впервые стали употребляться с XVI—XVIII вв., но окончательно закрепились лишь после отмены крепостного права.

## Фамилии по народам

### Азербайджанские фамилии
После прихода советской власти азербайджанские фамилии были видоизменены у большинства людей; заменяли окончания азербайджанских фамилий на «ов» (Мамедов) и «ев» (Алиев).
С обретением независимости в Азербайджане стали возвращать исконно азербайджанские фамилии, путём изменения окончаний. В настоящее время также распространено изменение фамилий путём сокращения окончаний (например бывшее Рауф Искендеров, нынешнее — Рауф Искендер).

### Армянские фамилии
Слово «фамилия» (арм. «азганун») на армянском языке означает родовое имя (или имя рода). Однако первоначально родовых наименований в привычном понимании не было, поскольку люди жили маленькими группами, изолированно друг от друга, поэтому в официально закреплённых фамилиях не было необходимости. В случае, если в одном поселении жили несколько Ашотов или несколько Мгеров, то определяли их следующим образом: например, Ашот — внук Зураба, или Мгер — внук Саака.
Другим, не менее распространённым способом идентификации личности было использование прозвищ, содержащих в себе указание на какую-либо особенность человека.
Значительная часть армянских фамилий ведёт своё начало от крестильных имён, пришедших на территорию Армении вместе с христианством, которое армянский народ принял в IV столетии. Кроме того, армянская ономастика унаследовала весьма существенные арабские, персидские и особенно турецкие элементы.
Необходимость фамильных именований появилась с возникновением городов и развитием торгово-экономической жизни Армении. Самыми первыми официально закреплённые фамилии получили представители высшего света (Арцруни, Аматуни, Мамиконяны, Рштуни). Со временем фамилии стали появляться и в рабоче-крестьянской среде.
У каждого народа фамилии образовывались согласно местной национальной традиции. Характерной чертой армянских фамилий являются суффиксы -ян, -янц, -енц, -унц, -онц, -уни, выражающие принадлежность к определённому роду или родственную связь. Все эти форманты первоначально означали «из семьи таких-то» или «из рода таких-то». Со временем специфические суффиксы утратили своё изначальное значение и стали восприниматься лишь как фамильные окончания.

### Баскские фамилии
Баскские фамилии часто образовывались от топонимов или же были омонимичны им (Элисондо — от названия посёлка в Наварре). Фамилии с компонентом «эче» (баск. etxe — дом) производны от названия дома, где проживала семья (Эчеберриа — новый дом, Эчанди — большой дом, Гойкоэчеа — дом на холме). Существуют и патронимические фамилии (Мичелена — потомок Микеля, Очоа — потомок человека по прозвищу Очоа (баск. otsoa — волк).

### Еврейские фамилии
Еврейские фамилии чрезвычайно разнообразны. Значительная их часть в основном отражает главный миграционный поток евреев, изгнанных из Испании (1492) и Португалии (1496) по инициативе Торквемады. Там евреи проживали около 1000 лет и после переселения во Францию, Голландию, потом в Германию многие фамилии сохранили испанское или португальское окончание. Вторая группа фамилий, наиболее многочисленная, связана с долгой жизнью в Германии и Австро-венгерской империи. Третья группа фамилий — у выходцев из Восточной Европы. У евреев, проживавших в Средней Азии, на Кавказе, и др., фамилии часто образовывались на основе местного языка, или по его правилам от ивритских корней, и т. п. Наконец, имеется группа фамилий, связанная с древнееврейским языком.
Хотя, традиционно, у евреев носителем родовых признаков считается мать, фамилия даётся по отцу, в соответствии с принятыми нормами государства проживания.

### Испанские фамилии
В современных испаноязычных странах, как правило, при рождении ребёнок получает фамилию, состоящую из фамилий отца (apellido paterno) и матери (apellido materno), причём на первое место ставится фамилия отца, на второе — матери. В быту и при официальном обращении практически всегда используется только фамилия отца, то есть Габриэль Гарсиа Маркес был «сеньор Гарсиа» для соседей, для почтальона и для клерка в муниципалитете. Большинство испаноязычных знаменитостей известны всему миру именно под своими apellido paterno. В частности, полная фамилия Хулио Иглесиаса — Иглесиас де ла Куэва, Пенелопы Круc — Круc Санчес, Диего Марадоны — Марадона Франко. Использование в повседневном обороте полной фамилии или только фамилии матери также допустимо, но как обоснованное исключение из общего правила.

### Китайские фамилии
Китайская система антропонимики распространена также во Вьетнаме и Корее. Характерной чертой является наличие сравнительно небольших списков возможных вариантов фамилий, подобных Байцзясин («Сто фамилий»), позволяющих судить о фактической кодифицированности китайской фамилии.

### Немецкие фамилии
В Германии фамилии возникли в позднем Средневековье. Компонентом фамилии может быть дворянский титул (князь, граф, рыцарь, барон), название дворянского поместья (с префиксами «фон», «фон дер», «фон дем» и т. д.), а также названное имя, происходящее от частного владения или крестьянского двора.

### Португальские фамилии
В португалоязычных странах также используются двойные фамилии, состоящие из фамилий отца и матери, но порядок употребления противоположен испанскому: первая часть — от фамилии матери, вторая — от фамилии отца.

### Русские фамилии
Русские фамилии в основном образованы как отчества от церковных или нецерковных имён или прозвищ, например Иван → Иванов сын → Иванов, Медведь → Медведев сын → Медведев. Гораздо реже — от названий местности, например Белозёрский от Белое озеро (или Белозерский от Белозерска). Другие схемы образования фамилий, например, по роду занятий или какому-либо признаку человека, в русском языке менее продуктивны (например, Кузнецов от кузнец), хотя в других языках могут быть гораздо более распространены (например, англ. Smith — кузнец).
В русской традиции женщины при вступлении в брак принимают фамилию мужа. Кроме того, женщина может сохранить свою девичью фамилию либо принять двойную фамилию с написанием фамилии мужа и своей девичьей фамилии через дефис. Дети обычно принимают фамилию отца, однако, по желанию родителей или если женщина не состоит в браке, могут принимать фамилию матери.

### Татарские фамилии
Все современные татарские фамилии представляют собой производные от имён какого-либо предка мужского пола по мужской или женской линии. Изначально фамилией служило имя отца. У старшего поколения это правило ещё прослеживается в его полном имени, отчестве и фамилии. При советской власти это правило постепенно исчезло — внук стал носить уже фамилию своего отца, происходящую от имени деда. В дальнейшем эта фамилия не менялась и распространилась на всех потомков.
По генезису татарские фамилии, образованные от древних тюркских личных имён, а также от личных имён арабского и персидского происхождения, и составляющие большинство в нашем словаре, сохраняют и отражают национальные наследственные связи поколений в татарском фамилиеконе.
Как правило, татарские фамилии имеют два варианта написания — с русским окончанием (-ев, -ов, -ин и пр.) и без окончания (например — Тукаев или Тукай; Сайфутдинов или Сәйфетдин; Шарифуллин или Шәрифулла; Залилов (Джалилов) или Җәлил; Ибрагимов или Ибраһим). Вариант без окончания зачастую применяется носителями в среде татарской интеллигенции, научных кадров и работников культуры.

### Шведские фамилии
Происхождение шведских фамилий имеет отличительную и очень интересную историю. Фамилии, дававшиеся детям, могли быть свободно выбраны до 1901 года, однако, в отличие от большинства других стран, они оказались в большинстве связаны с природной тематикой и местом жительства, а не с профессиями или родом занятий. Заметную часть фамилий составили так же «солдатские имена». В XXI веке фамилии в Швеции регулируются законом от 1982 года.

## Исключения
Фамилии не являются обязательным элементом полного имени человека. Например, в исландском языке фамилии в привычном понимании этого слова не употребляются. То, что по сути выглядит как фамилия, на самом деле является отчеством, то есть Свен Торвардссон является сыном Торварда, а его сын будет иметь «фамилию» Свенссон (Свен + 'с' (родительный падеж) + сон «сын»).
Подобная система существовала прежде и в других скандинавских языках.
Фамилий традиционно нет у тибетцев, бирманцев, амхарцев и др.
27 июля 1925 в Исландии фамилии были законодательно запрещены в целях «соблюдения традиций».